# Scrapper
Scrapper è un film del 2023 scritto e diretto da Charlotte Regan al suo debutto alla regia cinematografica. 

## Trama
Il giovane Jason ritorna a Londra da Ibiza per prendersi cura di Georgie, la figlia dodicenne che non ha mai conosciuto e che è appena rimasta orfana dopo la morte della madre Vicky. La bambina vive da sola di espedienti ingannando con furbizia i servizi sociali e sulle prime non sente alcun bisogno della presenza di Jason che tra l'altro considera un immaturo. Ma con il passare dei giorni il loro rapporto si consolida con complicità e affetto.

## Produzione
Le riprese si sono svolte a Londra nell'estate 2021.

## Distribuzione
Il film è stato presentato in anteprima al Sundance Film Festival il 23 gennaio 2023. La distribuzione nelle sale britanniche è avvenuta il 25 agosto 2023.

## Riconoscimenti
- 2023 – Sundance Film Festival
  - Grand Jury Prize